# Carl-Heinz Schwennicke

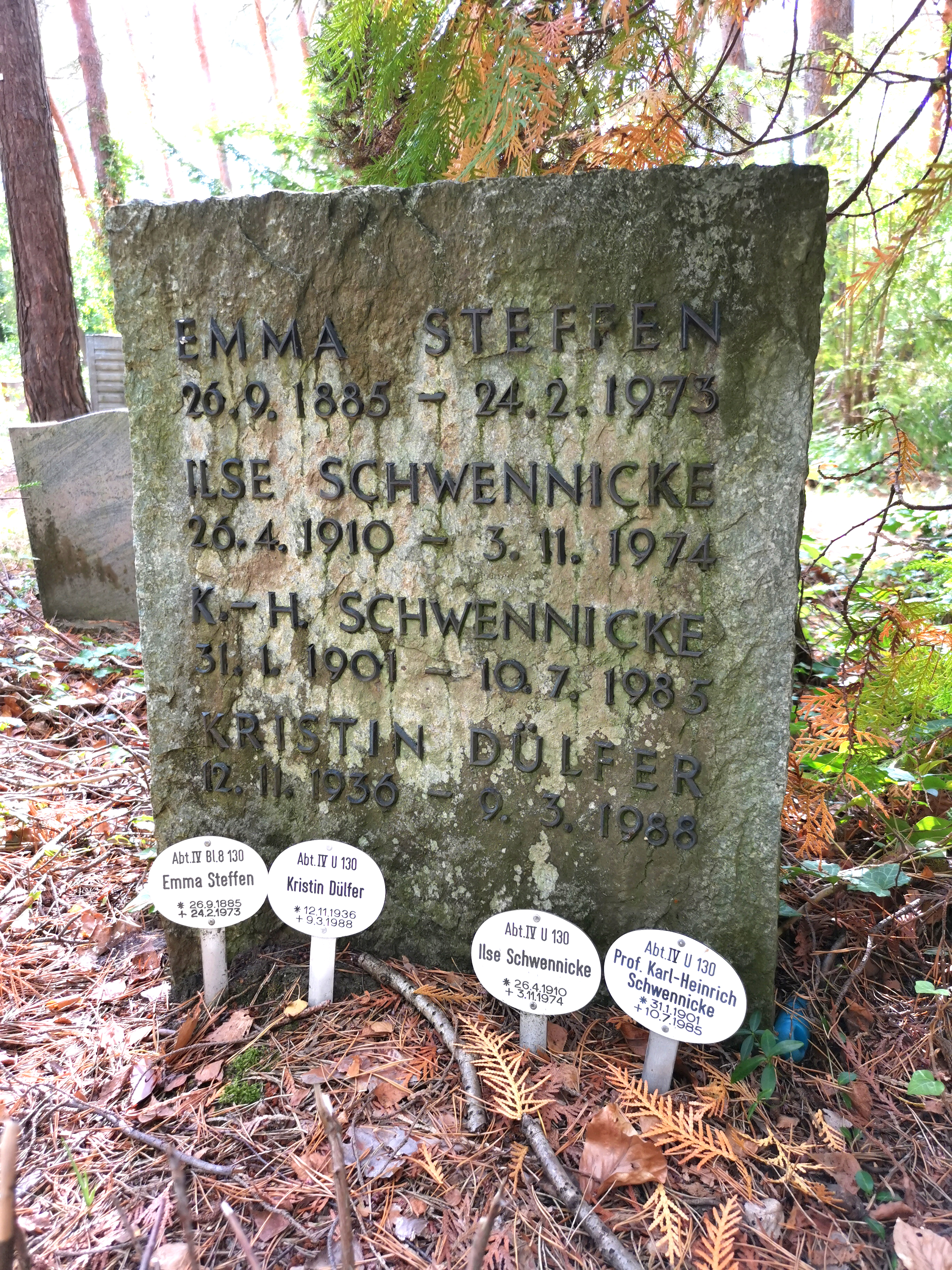
Grabmal auf dem Waldfriedhof Berlin-Zehlendorf

Carl-Heinz Schwennicke, auch Carl-Heinrich Schwennicke oder Karl-Heinrich Schwennicke, (* 31. Januar 1901 in Berlin; † 10. Juli 1985 ebenda) war ein deutscher Architekt und Hochschullehrer.

## Leben
Der Sohn des Ingenieurs Paul Schwennicke und Enkel des Ingenieurs Carl Schwennicke studierte Architektur an der Technischen Hochschule Berlin, wo er 1925 als Abschluss den akademischen Grad eines Diplom-Ingenieurs erwarb. Von 1926 bis 1927 bildete er sich als Meisterschüler von Hans Poelzig an der Berliner Akademie der Künste fort, er war dort Mitglied der von Hermann Zweigenthal initiierten Gruppe Junger Architekten (G.J.A.). Ab 1928 arbeitete Schwennicke unter Stadtbaurat Martin Wagner als Architekt für den Berliner Magistrat. Spätestens 1933 war er selbständig tätig und Mitglied im Bund Deutscher Architekten (BDA). In den 1930er und 1940er Jahren wirkte er an der Technischen Hochschule Berlin als wissenschaftlicher Assistent bei Hans Poelzig, Carl Caesar und Emil Rüster. Ab 1942 nahm er als Soldat am Zweiten Weltkrieg teil und geriet im Mai 1945 in sowjetische Kriegsgefangenschaft, aus der er im Oktober 1948 entlassen wurde.
Nach seiner Rückkehr aus der Kriegsgefangenschaft arbeitete Schwennicke zunächst als freier Architekt. Von 1951 bis 1958 war er außerordentlicher Professor und im Anschluss bis zu seiner Emeritierung 1967 ordentlicher Professor für Innenraumgestaltung an der Fakultät für Bauingenieurwesen der Technischen Hochschule Berlin.
Schwennicke hatte in den 1950er Jahren maßgeblichen Anteil am Wiederaufbau bzw. an der Innenausstattung des im Zweiten Weltkrieg zerstörten Schlosses Bellevue. In den 1960er Jahren leitete er den Bau des Heinrich-Hertz-Instituts auf dem Nordgelände der Technischen Hochschule Berlin.
Schwennicke war verheiratet und hatte drei Töchter.